# George Greeley

## Biographie
George Greeley (né Georgio Guariglia, 23 juillet, 1917 - 26 mai 2007) était un pianiste italo-américain, chef d'orchestre, compositeur, arrangeur, artiste et producteur de disques qui est connu pour son important travail à travers le spectre de l'industrie du divertissement. À partir d'arrangeur et pianiste avec plusieurs grands orchestres notables dans les années 1940, il a enchaîné sur la scène de la radio Hollywood, travaillant sur plusieurs émissions de variétés diffusées à l'échelle nationale. Après avoir mené une Army Air Force Band pendant la Seconde Guerre mondiale, il a été embauché par Columbia Pictures en tant que pianiste de personnel et orchestrateur. Il a travaillé comme pianiste sur plusieurs centaines de films, a travaillé avec de nombreux compositeurs célèbres orchestrer leurs compositions de musique de film, et a créé des compositions originales de son dans plusieurs dizaines de films. Il était entre les mains de Greeley qui a effectué les parties de piano que Tyrone Power pantomimes dans Le Eddy Duchin Story. Parallèlement à son travail à Columbia Pictures, George Greeley a également travaillé à Capitol Records comme directeur musical, pianiste et chef d'orchestre pour de nombreux artistes comme Gordon MacRae, Jane Powell, Jo Stafford, Frankie Laine, et Doris Day. Il a été embauché à la fin des années 1950 par les Warner Brothers nouvellement créées Records. George Greeley organisé, orchestré et exécuté comme artiste principal pour une série d'enregistrements à succès intitulé Piano Concertos populaires. Comme goûts musicaux ont changé à la fin des années 1960, Greeley avait déjà déménagé dans la télévision, la composition de thèmes et de la musique pour la série de télévision populaire comme My Favorite Martian, The Ghost and Mrs Muir, Nanny et le professeur, et Small Wonder. Il a joué comme soliste vedette de piano et chef d'orchestre invité dans le concert des apparences à travers le monde. George Greeley est décédé d'emphysème à l'âge de 89 à Los Angeles, en Californie.

## Filmographie
- 1949 : Not Wanted
- 1950 : Beyond the Purple Hills
- 1953 : The 5,000 Fingers of Dr. T (Dr. Seuss) (Pianist)
- 1955 : On the Waterfront (Pianist)
- 1955 : Pirates of Tripoli
- 1955 : Seminale Uprising
- 1956 : Secret of Treasure Mountain
- 1956 : The Peacemaker
- 1956 : The White Squaw
- 1956 : Rumble on the Docks
- 1957 : No Time to Be Young
- 1957 : The 27th Day
- 1957 : Calypso Heat Wave
- 1957 : Hellcats of the Navy
- 1957 : The Guns of Fort Petticoat
- 1958 : Going Steady
- 1958 : Screaming Mimi
- 1959 : Good Day For a Hanging
- 1960 : Comanche Station
- 1961 : Parrish (Pianist)
- 1962 : Si tendre est la nuit (Tender Is the Night) (Pianist)
- 1966 : The Iron Men
- 1950 : The Buster Keaton Show (série télévisée)
- 1963 : Mon Martien favori (My Favorite Martian) (série télévisée)
- 1964 : My Living Doll (série télévisée)
- 1966 : Man in the Square Suit
- 1968 : Madame et son fantôme (The Ghost & Mrs. Muir) (série télévisée)
- 1970 : Nanny and the Professor (serie TV)
- 1985 : Petite Merveille (Small Wonder) (série télévisée)